# Фремонт (округ, Вайомінг)
Шаблон:StateAbbr_ 43°02′ пн. ш. 108°38′ зх. д. / 43.03° пн. ш. 108.63° зх. д.
 Фремонт  (англ. Fremont County) — округ (графство) у штаті Вайомінґ. Ідентифікатор округу 56013.

## Історія
Округ утворений 1884 року.

## Демографія
За даними перепису 
2000 року 
загальне населення округу становило 35804 осіб, зокрема міського населення було 16983, а сільського — 18821.
Серед них чоловіків — 17740, а жінок — 18064. В окрузі було 13545 домогосподарств, 9484 родин, які мешкали в 15541 будинках.
Середній розмір родини становив 3,1.
Віковий розподіл населення поданий у таблиці:
| Стать    | До 15 років | 15-21 | 22-29 | 30-39 | 40-49 | 50-65 | 65-85 | Понад 85 |
| -------- | ----------- | ----- | ----- | ----- | ----- | ----- | ----- | -------- |
| Чоловіки | 4086        | 1999  | 1425  | 2187  | 2880  | 2996  | 1991  | 176      |
| Жінки    | 3849        | 1879  | 1417  | 2341  | 2910  | 3085  | 2238  | 345      |

## Суміжні округи
- Гот-Спрінґс – північ
- Вошейкі – північний схід
- Натрона – схід
- Карбон – південний схід
- Світвотер – південь
- Саблетт – захід
- Тетон – північний захід
- Парк – північний захід

## Виноски
1. ↑  US Decennial Census. US Census Bureau. Архів оригіналу за 26 квітня 2015. Процитовано 5 серпня 2015.
2. ↑  Historical Decennial Census Population for Wyoming Counties, Cities, and Towns. Wyoming Department of Administration & Information, Division of Economic Analysis. Процитовано 25 січня 2014.
3. ↑  State & County QuickFacts. US Census Bureau. Архів оригіналу за 6 червня 2011. Процитовано 25 січня 2014. [Архівовано 2011-06-06 у Wayback Machine.](англ.) Наведено за англійською вікіпедією.
4. ↑  American FactFinder. Бюро перепису населення США. Архів оригіналу за 26 лютого 2012. Процитовано 31 січня 2008. [Архівовано 2008-05-21 у Wayback Machine.]

| США | Це незавершена стаття з географії США. Ви можете допомогти проєкту, виправивши або дописавши її. |